# Tâm lý học quân sự
Tâm lý học quân sự là nghiên cứu, thiết kế và ứng dụng các lý thuyết tâm lý và dữ liệu thực nghiệm theo hướng hiểu, dự đoán và chống lại các hành vi trong các lực lượng thân thiện và kẻ thù, hoặc trong các quần thể dân sự. Có sự nhấn mạnh đặc biệt về các hành vi có thể là không mong muốn, đe dọa hoặc có khả năng nguy hiểm đối với việc tiến hành các hoạt động quân sự. Tâm lý học quân sự sử dụng nhiều phân ngành tâm lý học để khuyến khích khả năng phục hồi trong quân đội và chống lại lực lượng của kẻ thù để giành chiến thắng trong quân đội. Các yếu tố gây căng thẳng và bệnh tâm thần được nghiên cứu theo tâm lý học quân sự không dành riêng cho quân đội. Tuy nhiên, các binh sĩ thường phải đối mặt với sự kết hợp duy nhất của các yếu tố gây căng thẳng trong bối cảnh chiến đấu và chiến tranh, và có thể gặp phải các rối loạn tâm thần liên quan đến căng thẳng. Ví dụ cụ thể về các vấn đề mà quân nhân phải đối mặt bao gồm rối loạn căng thẳng sau chấn thương (PTSD), cảm giác tội lỗi, khó khăn khi hòa nhập trở lại với gia đình và bạn đời, ác mộng và hồi tưởng. Tâm lý học quân sự ứng dụng đặc biệt tập trung vào tư vấn, và điều trị sự căng thẳng và mệt mỏi của quân nhân và gia đình họ.

## Vai trò
Quân đội là một nhóm các cá nhân thường được đào tạo và trang bị để thực hiện các nhiệm vụ an ninh quốc gia trong các tình huống độc đáo và thường xuyên hỗn loạn và đầy chấn thương. Những tình huống này có thể bao gồm chiến tuyến, tình huống khẩn cấp quốc gia, hỗ trợ đồng minh hoặc kịch bản ứng phó thảm họa nơi họ đang cung cấp viện trợ cho dân cư chủ nhà của cả hai quốc gia thân thiện và kẻ thù. Mặc dù nhiều nhà tâm lý học có thể có sự hiểu biết chung về phản ứng của con người đối với các tình huống chấn thương, các nhà tâm lý học quân sự là những chuyên gia được đào tạo và có kinh nghiệm về khoa học ứng dụng và thực hành trong lực lượng đặc biệt này. Trong khi các binh sĩ có thể cung cấp viện trợ trực tiếp cho các nạn nhân của các sự kiện, các nhà tâm lý học quân sự hỗ trợ mang tính chuyên biệt cho cả binh sĩ, gia đình họ và các nạn nhân của các hoạt động quân sự khi họ đối phó với phản ứng thường được coi là "bình thường" đối với các trường hợp và hoàn cảnh bất thường.
Ngoài các vai trò chuyên ngành đã đề cập trước đây, các nhà tâm lý học quân sự thường nghiên cứu về động lực học, đào tạo mọi người và tham khảo các cuộc đàm phán về con tin. Trong một số trường hợp, các nhà tâm lý học có thể không phải là người trực tiếp xử lý tình huống con tin, nhưng các nhà đàm phán con tin cũng thấy giá trị trong việc giải quyết cuộc khủng hoảng con tin bằng nhiều nguyên tắc khoa học có nguồn gốc từ khoa học tâm lý học. Ngoài ra, nhiều nguyên tắc của ngành khoa học tâm lý học lâm sàng có nguồn gốc từ công việc của các nhà tâm lý học quân sự thời kỳ đầu của Thế chiến II.
Một lĩnh vực thực hành phổ biến khác cho các nhà tâm lý học quân sự là trong việc thực hiện đánh giá sức khỏe phù hợp cho nhiệm vụ, đặc biệt là trong các ngành nghề có độ rủi ro cao và cần có độ tin cậy cao. Tập hợp các thách thức độc đáo thường gặp phải của quân đội và các ngành nghề vũ khí như: cảnh sát, an ninh chiến lược và nhân viên dịch vụ bảo vệ, khả năng thực hiện thể lực đáng tin cậy và chính xác để đánh giá nhiệm vụ làm tăng giá trị và tối đa hóa đầu tư vốn nhân lực vào nơi làm việc bằng cách tối ưu hóa việc duy trì tài năng của những người đàn ông và phụ nữ năng động và tiềm năng trong khi giảm thiểu rủi ro trong nhiều lĩnh vực bao gồm bạo lực, rủi ro và khả năng dính chấn thương. Các loại đánh giá thể lực bao gồm cả kiểm tra đầu vào cơ bản và kiểm tra tiến trình nghề nghiệp, chẳng hạn như các cuộc thi được tiến hành khi các cá nhân đang tìm kiếm sự thăng tiến, tình trạng giải phóng mặt bằng phân loại cao hơn, và các điều kiện làm việc quan trọng, đặc biệt, nguy hiểm và nhiệm vụ. Khi các chỉ huy hoạt động trở nên lo ngại về tác động của các hoạt động liên tục, nguy kịch và chấn thương đối với những người trong bộ chỉ huy của họ, họ thường tham khảo ý kiến của một nhà tâm lý học quân sự. Các nhà tâm lý học quân sự có thể đánh giá, chẩn đoán, điều trị và đề xuất tình trạng nghĩa vụ phù hợp nhất cho sức khỏe tối ưu của các cá nhân, nhóm và tổ chức. Các sự kiện ảnh hưởng đến trạng thái tinh thần, khả năng phục hồi hoặc tài sản tâm lý và các lỗ hổng của chiến binh và chỉ huy là nơi các nhà tâm lý học quân sự được trang bị nhiều nhất để đáp ứng những thách thức độc đáo và cung cấp sự chăm sóc và tư vấn chuyên gia để bảo vệ sức khỏe hành vi của lực lượng chiến đấu. Việc đánh giá thể lực có thể dẫn đến chỉ huy các hành động hành chính được chỉ đạo hoặc cung cấp thông tin cần thiết để đưa ra quyết định của hội đồng y tế hoặc tòa án khác và phải được thực hiện triệt để bởi các cá nhân không thiên vị với kinh nghiệm và đào tạo cần thiết để đưa ra ý kiến chuyên môn rằng là rất quan trọng đối với những người ra quyết định quan trọng. Các nhà tâm lý học quân sự phải thành thạo nghệ thuật và khoa học tâm lý như các chuyên gia thực hành ứng dụng chuyên ngành. Họ cũng phải là những người có khả năng bao quát cao trong ngành quân sự, và có thể hiểu cả hai ngành nghề đủ tốt để kiểm tra hành vi của con người trong bối cảnh hoạt động của quân đội. Nhà tâm lý học phải mất vài năm sau bằng tiến sĩ để phát triển chuyên môn cần thiết để hiểu cách tích hợp tâm lý học với nhu cầu phức tạp của quân đội.